# Villa del Priorato di Malta
La villa del Priorato di Malta o Villa Magistrale è un complesso di edifici con giardino situato a Roma, sull'Aventino. È la sede storica del Gran priorato di Roma dei Cavalieri di Malta, oggi Sovrano Militare Ordine di Malta. È sede istituzionale dell'Ordine e del Gran Priore di Roma. Ospita l'ambasciata presso lo Stato italiano dell'Ordine, e gode del diritto di extraterritorialità dal 1869.

## Storia
Il sito, importante luogo strategico fino a tutto il medioevo posto a picco sull'emporio del Tevere e in vista dell'isola Tiberina, già nel X secolo era occupato da un monastero benedettino fortificato. Passò poi ai templari e, dopo la loro soppressione nel 1312, ai cavalieri ospitalieri che vi stabilirono il loro priorato. Il luogo molto probabilmente vide la nascita di Alberico di Roma, il figlio di Marozia alla famiglia della quale apparteneva il sito, forse per retaggio ereditario di Teodora sua madre da parte della dinastia ducale degli Stefaneschi, e capostipite dei futuri conti di Tuscolo consanguinei dei Crescenzi. Restauri radicali furono operati da priori dal XV al XVII secolo.

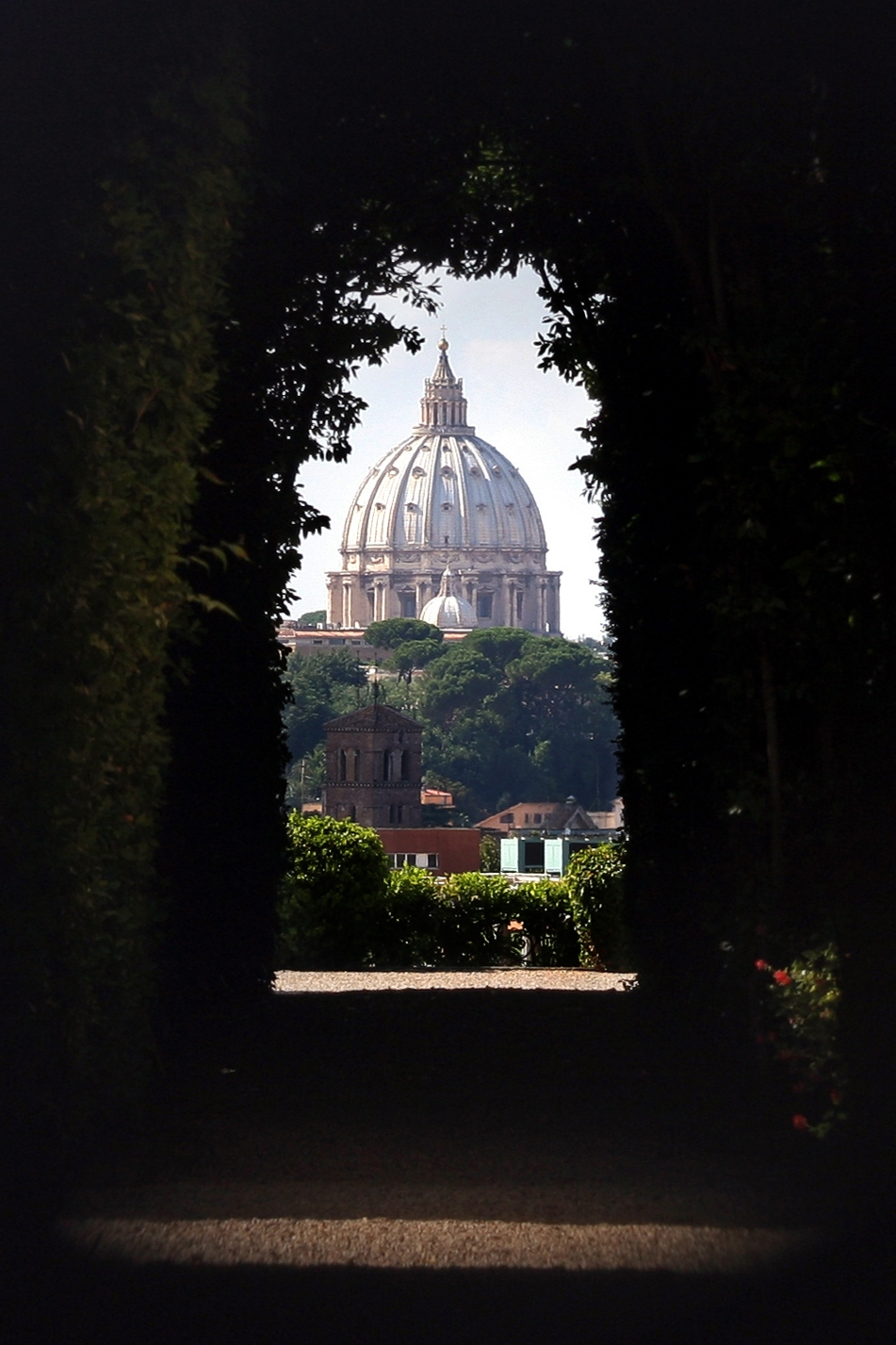
Osservando dal buco della serratura del portone d'accesso è possibile vedere in perfetta prospettiva tre Stati: l'Aventino, dove si trova la Villa a Roma, nello Stato italiano, poi l'interno della villa, appartenente al Sovrano Militare Ordine di Malta in condizione di extraterritorialità e infine lo Stato della Città del Vaticano con la cupola di San Pietro.

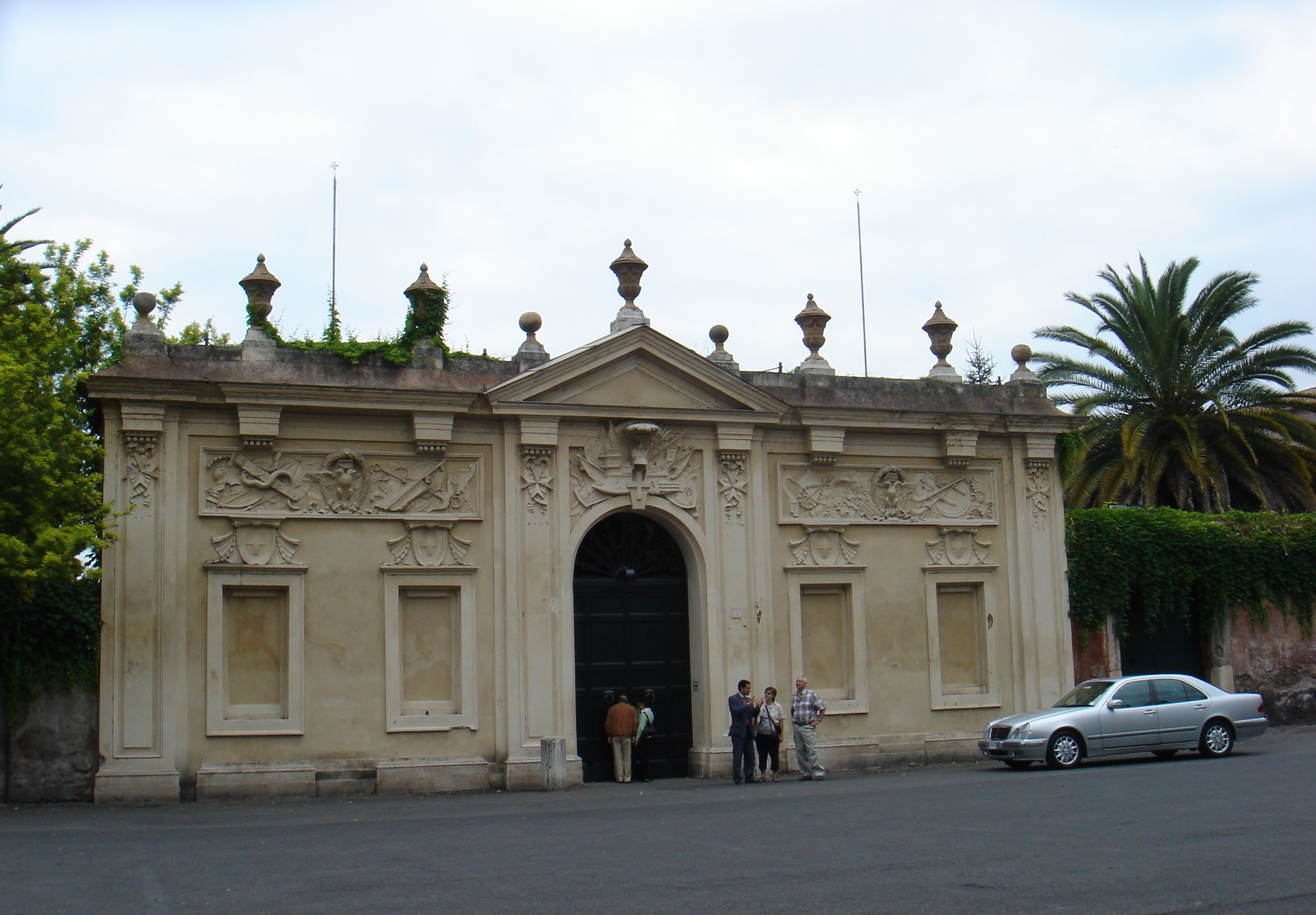
Ingresso alla villa
(Piranesi)

Nel 1765 il nipote del papa Clemente XIII, il cardinale Giovanni Battista Rezzonico, affidò a Giovanni Battista Piranesi la ristrutturazione dell'ingresso al priorato. Il risultato, unica opera architettonica dell'autore, fu la straordinaria piazzetta settecentesca, originale esempio a Roma di ambientazione urbanistica rococò, decorata con trofei di guerra che alludono alle imprese dei cavalieri di Malta e con gli stemmi dei Rezzonico, sulla quale si apre il portale d'ingresso alla villa. 
La piazza è nota anche perché dal buco della serratura del portone d'ingresso è esattamente inquadrata, in fondo al giardino, la cupola di San Pietro.
Oggi l'area gode del diritto di extraterritorialità.

## Chiesa di Santa Maria del Priorato

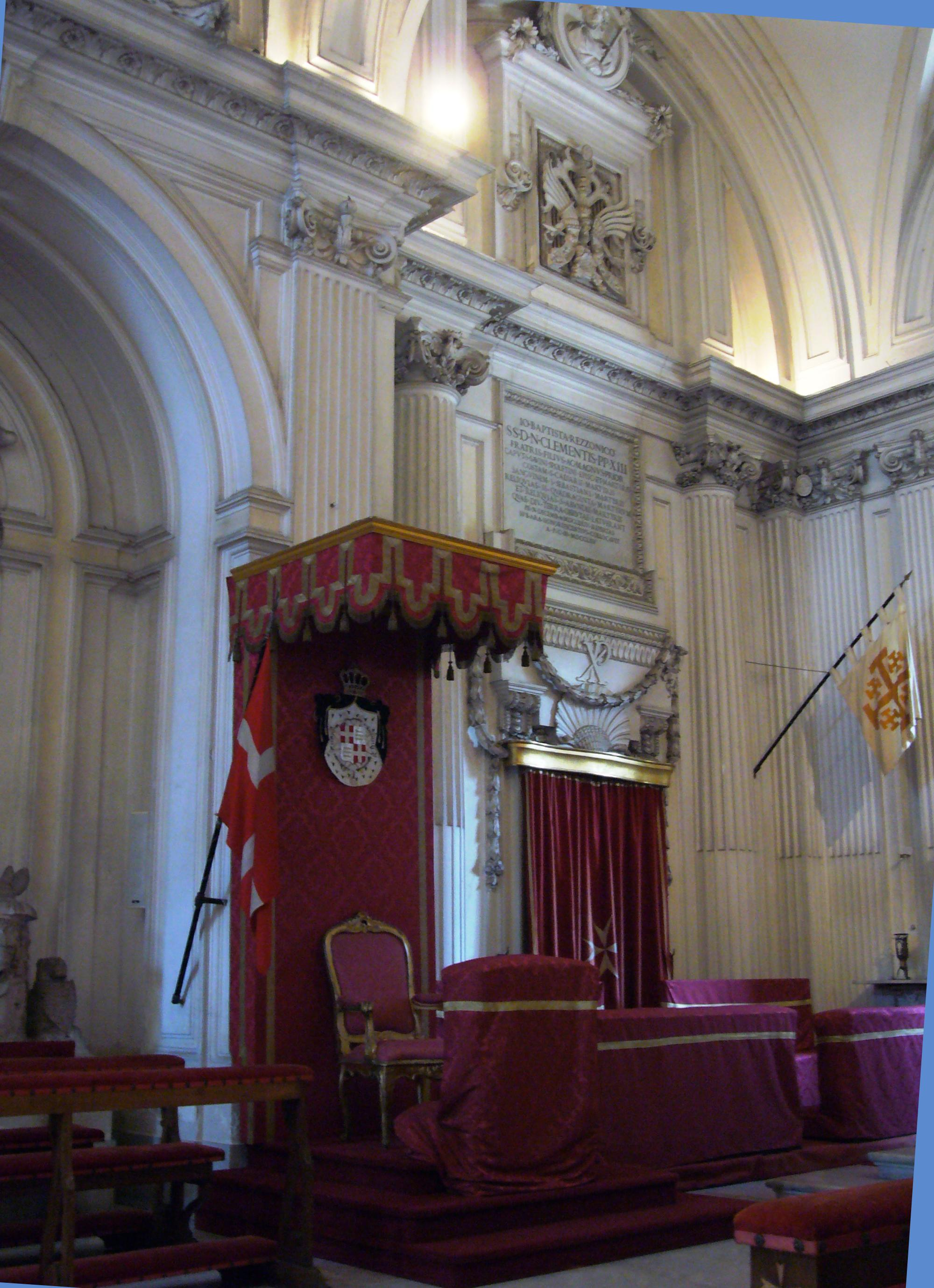
Chiesa di Santa Maria del Priorato: il trono magistrale

La villa ha il suo centro ideale nella chiesa di Santa Maria del Priorato, interna al giardino, ugualmente ristrutturata dal Piranesi, che la decorò con stucchi elegantissimi. Il progetto iconografico, realizzato con grande cura e raffinatezza, ripete dappertutto - dalla piazza esterna alla chiesa agli arredi del giardino - elementi simbolici come il serpente, la nave, la croce, e poi armi ed emblemi militari che evocano la storia militare dell'Ordine di Malta. Il piccolo tempio ricorda all'esterno il modello architettonico di un tempio romano, mentre la decorazione interna integra la fantasia barocca e controriformista con le memorie classiche diffuse ovunque, a cominciare dal monumento funebre di Piranesi, nella seconda cappella di destra, raffigurato a figura intera, togato, con in mano dei fogli di disegni, appoggiato ad un'erma che reca incisi gli attrezzi dell'incisore e vagamente somigliante, nel volto, a Cicerone.

## Nella toponomastica romana
La villa del Priorato non va confusa con villa Malta o villa delle Rose sul Pincio: quest'ultima, costruita nel XVI secolo dagli Orsini sul luogo di una piccola residenza di campagna detta La Vignola, prese il nome dal Balí de Breteuil, rappresentante dei Cavalieri di Malta a Roma, che l'abitò nella metà del Settecento. È quest'ultima, con la sua torretta demolita nel 1878, la villa rappresentata nel dipinto di Frederic Leighton Villa Malta a Roma. 

Il vessillo dello SMOM
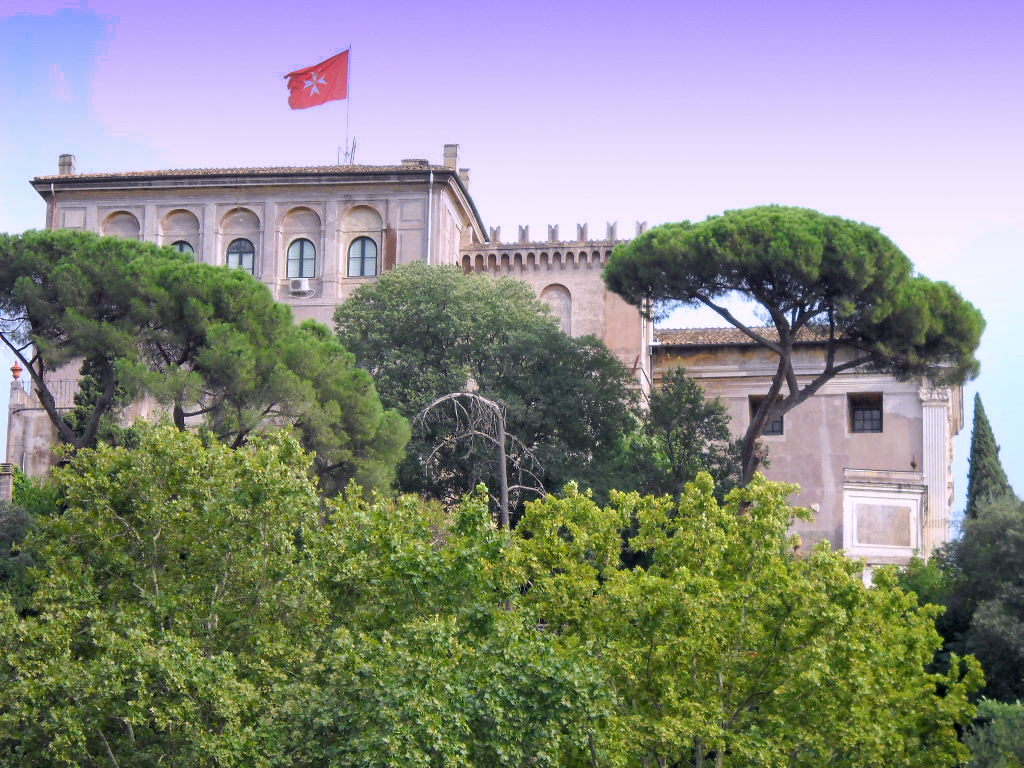
La villa magistrale
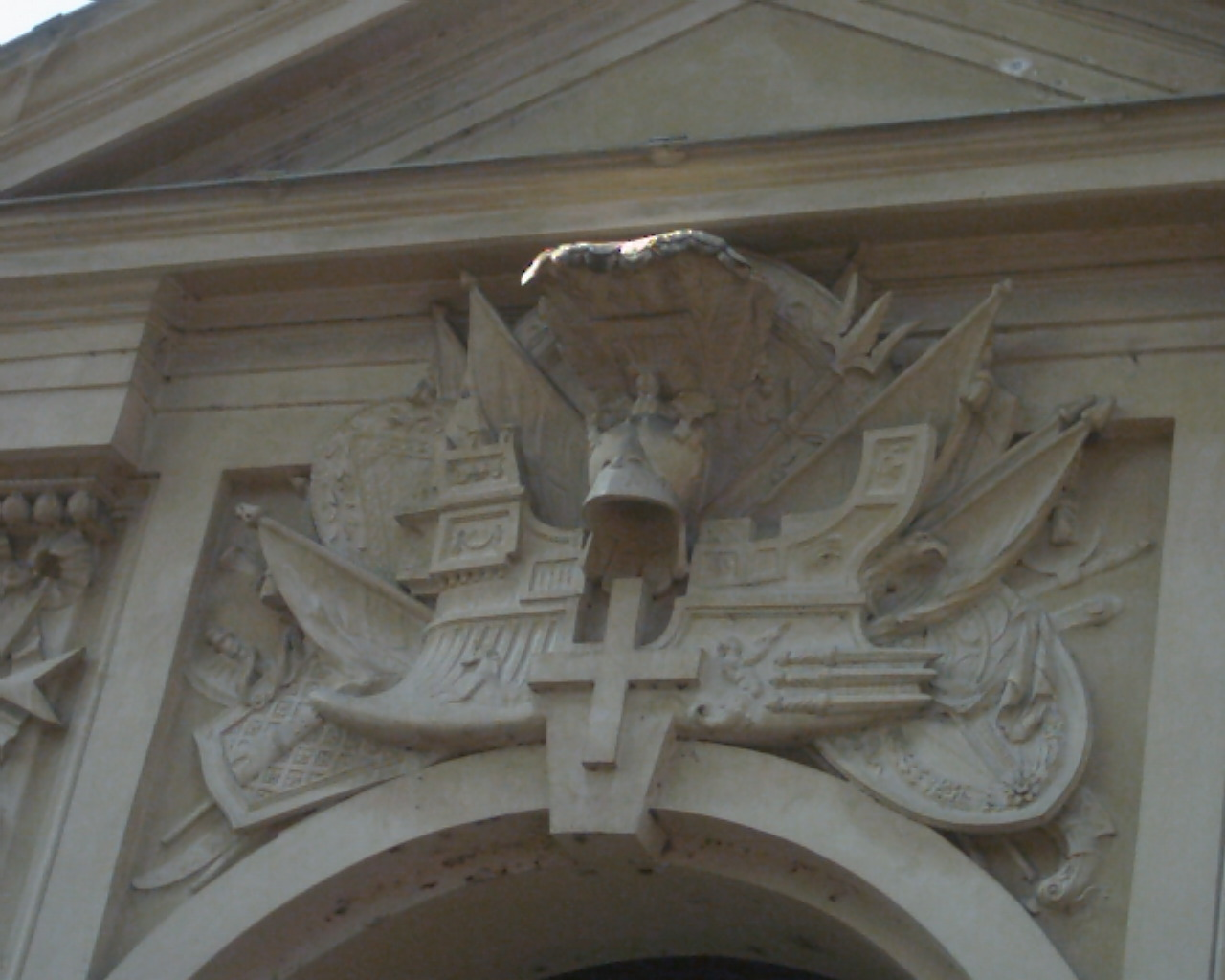
Particolare dell'ingresso